# Fugitive Familia
Fugitive Familia är en svensk musikgrupp från Malmö bestående av hiphop/R&B-kollektivet YiGZAW, Jade Litchfield, NAHOM, Elemy, NANOU och Ambessa, samt producenterna Gabriel Drew, Matteus Jording, Mark Phase och Adam Lorentzi. Gruppen har varit aktiv sedan 2020.

## Historia
Gruppen bildades under sommaren 2020 i samband med en två veckor lång musikresa till en hyrd stuga i skogen runt Mellerud. Resan tillkom som en reaktion mot coronavirusutbrottet 2020. Syftet var att föra samman lokala rappare, artister och producenter i Malmöområdet till ett gemensamt musikläger under en tid då rörlighet var begränsad för musiker. Initialt fanns ingen ambition att släppa musik under ett gemensamt namn; det var ett initiativ som togs under de två veckorna. Fugitive Familia släppte sin första singel 22 januari 2021 under eget skivmärke.

## Diskografi

### Singlar
| År   | Titel                        | Låtskrivare                                                                             | Producenter                   | Anteckningar                                             |
| ---- | ---------------------------- | --------------------------------------------------------------------------------------- | ----------------------------- | -------------------------------------------------------- |
| 2021 | "Come My Way"                | Christian Vidmark, Jade Litchfield, Ludvig von Lingelsheim, Nahom Yonas, Simon Talevski | Mark Phase, By Any Means      | släpptes i dubbelsingeln Come My Way / Way Bigger        |
| 2021 | "Way Bigger"                 | Abenezer Tesfaye, Emelie Andersson, Gabriel Ottosson, Matteus Jording, Yonas Yigzaw     | Gabriel Drew, Matteus Jording | släpptes i dubbelsingeln Come My Way / Way Bigger        |
| 2021 | "Selfish"                    | Abenezer Tesfaye, Christian Vidmark, Emelie Andersson, Gabriel Ottosson                 | Gabriel Drew                  | släpptes i dubbelsingeln Selfish / HIWTHI                |
| 2021 | "Home Is Where The Heart Is" | Abenezer Tesfaye, Christian Vidmark, Jade Litchfield, Nahom Yonas                       | Nanou                         | släpptes i dubbelsingeln Selfish / HIWTHI                |
| 2021 | "Everytime"                  | Abenezer Tesfaye, Nahom Yonas                                                           | Mark Phase                    | släpptes i dubbelsingeln Everytime / Pleasure Don't Last |
| 2021 | "Pleasure Don't Last"        | Abenezer Tesfaye, Christian Vidmark, Gabriel Ottosson Nahom Yonas, Yonas Yigzaw         | Gabriel Drew, NANOU           | släpptes i dubbelsingeln Everytime / Pleasure Don't Last |
| 2021 | "SNACC"                      | Emelie Andersson, Gabriel Ottosson, Jade Litchfield                                     | Gabriel Drew                  | släpptes i dubbelsingeln SNACC / PRADA                   |
| 2021 | "PRADA"                      | Emelie Andersson, Gabriel Ottosson, Jade Litchfield                                     | Gabriel Drew, Mark Phase      | släpptes i dubbelsingeln SNACC / PRADA                   |
| 2021 | "Potions"                    | Christian Vidmark, Emelie Andersson, Gabriel Ottosson                                   | NANOU, Gabriel Drew           | släpptes i dubbelsingeln Potions / Let It Go             |
| 2021 | "Let It Go"                  | Abenezer Tesfaye, Gabriel Ottosson, Yonas Yigzaw                                        | Gabriel Drew                  | släpptes i dubbelsingeln Potions / Let It Go             |

## Medlemmar

### Nuvarande medlemmar
- Elemy — sång (2020—nu)
- NANOU — sång, rap, produktion (2020—nu)
- Jade Litchfield — sång (2020—nu)
- Nahom — rap, sång (2020—nu)
- YiGZAW — rap, sång (2020—nu)
- Gabriel Ottosson — gitarr, produktion (2020—nu)
- Matteus Jording — keyboards, produktion (2020—nu)
- Ludvig von Lingelsheim — produktion (2020—nu)
- Adam Lorentzi — trummor, produktion (2021—nu)

### Tidigare medlemmar
- Ambessa — rap (2020—2022)